# Бейтар (стадіон, Дрогобич)
«Бейтар» – нині неіснуючий багатофункціональний стадіон у Дрогобичі на вулиці Козловського. Був домашньою ареною однойменного футбольного колективу.

## Історія
Перший матч на стадіоні відбувся 2 липня 1933 року між місцевим «Бейтаром» та стрийською «Погонь». Поєдинок завершився з рахунком 4:1 на користь стриян. Згадується, що на матчі були присутні приблизно 1500 глядачів.